# Geoffrey O'Hara
Geoffrey O'Hara, né à Chatham le 2 février 1882 et mort le 31 janvier 1967 est un compositeur, chanteur et professeur de musique canadien et américain.

## Biographie
Geoffrey O'Hara est né à Chatham en Ontario au Canada. À l'âge de 18 ans, il étudie au Collège militaire royal du Canada à Kingston en Ontario, où il s'entraîné avec les 1er Hussards. Il a cependant dû abandonner sa carrière militaire à la mort de son père, Robert O'Hara.

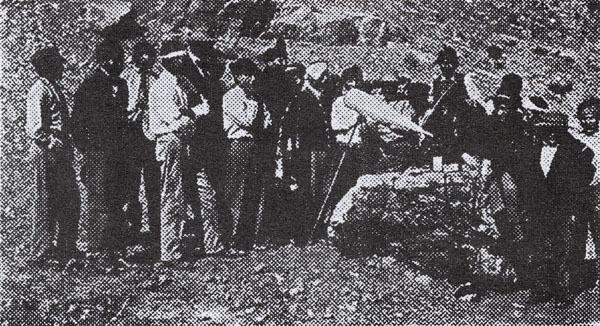
Indiens Navajo enregistrant des chansons pour Geoffrey O'Hara sur des cylindres de cire, 1913.

En 1904, il déménage aux États-Unis et commence à se produire dans des spectacles de vaudeville. En 1905, il enregistre des disques sous le label Edison Records. En 1913, O'Hara entreprend l'enregistrement de chants amérindiens traditionnels au nom du gouvernement Américain. Il enregistre sur cylindre phonographique un discours sur la complexité de la musique, ainsi que des chants traditionnels Navajo en 1914. Au Cours de la Première Guerre mondiale, il était instructeur de chants patriotiques pour les troupes Américaines.
En 1919, il épouse Constance Dougherty du Massachusetts, avec qui il aura deux enfants, Hamilton et Nancy, devenue plus tard Nancy Jackson. La même année, il est naturalisé citoyen des États-Unis. En 1920, O'Hara aide à organiser la The Composers' and Lyric Writers' Protective League (Ligue de protection des compositeurs et écrivains paroliers). Il est également membre du conseil d'administration de la American Society of Composers, Authors and Publishers (ASCAP), il est le président de la Guilde des auteurs-compositeurs, et sert dans l'United Service Organizations (OSU).
En 1936, O'Hara donne des conférences sur la musique et la chanson, puis occupe différents postes à l'Université de Columbia (de 1936 à 1937), au Huron University College et à l'Université du Dakota du Sud, où il a reçu plus tard un doctorat honoris causa de musique en 1947. Il donne des conférences pour le reste de sa vie.
Il était membre de Delta Omicron, une organisation internationale de professionnels de la musique[réf. souhaitée]

## Travail

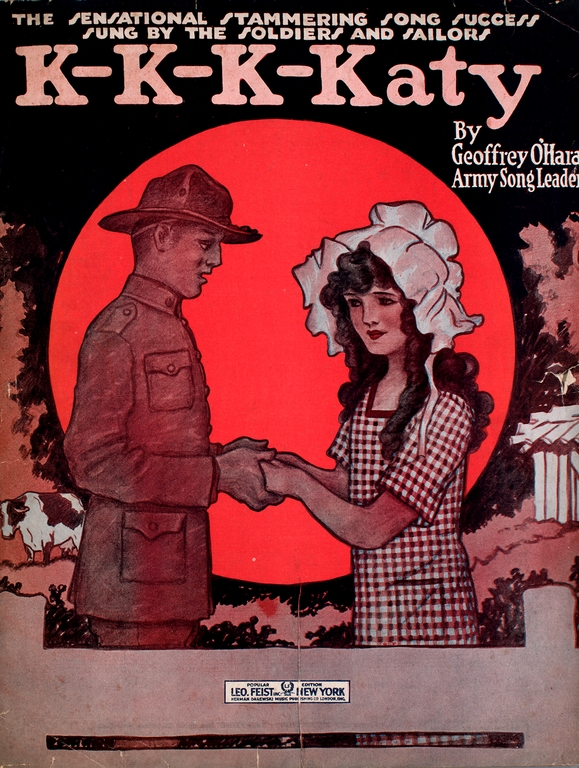
Couverture originale de 1918 de K-K-K-Katy, de Leo Feist à New York.

O'Hara compose plus de 500 chants populaires, patriotiques et des hymnes. Il a quelques succès de musique populaire dans les années 1910 avec des chansons telles que Your Eyes Have Told Me What I Did Not Know (1913), Tennessee, I Hear You Calling Me (1914), et The Old Songs, and Over the Top: Military March (1917).
Son grand succès est sa chanson K-K-K-Katy (1918), l'une des chansons les plus populaires durant la Première Guerre mondiale et la deuxième guerres mondiales, de temps en temps renommée "K. K. K. K. P."
L'administration du gouvernement Wilson lui commande une version moderne de l'hymne Star Spangled Banner.

## Chansons
- 1917 : Give a Man a Horse He Can Ride (L: James Thomson)[4]
- 1917 : Give Three Loud Cheers avec Samuel Stewart (L: Edith M. Gibbs)
- 1917 : Over the Top March[5]
- 1917 : Send Me a Curl
- 1917 : Woman Who Waits at Home, The (L: Gordon Johnstone)
- 1918 : Aw Sammie! (L: H. Sanborn)
- 1918 : I Don't care Where They Send Me (L: Schuyler Vert)
- 1918 : I Love the merry Merry Sunshine
- 1918 : K-K-K-Katy
- 1918 : Over Yonder Where the Lilies Grow
- 1918 : Patriotism (L: William Horatio Jour)
- 1918 : South Will Do Her Part, The (L: H. Sanborn)
- 1919 : There Is No Death (L: Gordon Johnstone)
- 1920 : Get Up and Get Out (L: Gordon Johnstone)